# Noel Freeman
Noel Freeman (Noel Frederick Freeman; * 24. Dezember 1938 in Preston, Queensland) ist ein ehemaliger australischer Geher.
Bei den Olympischen Spielen 1960 in Rom gewann er im 20-km-Gehen die Silbermedaille in 1:34:16,4 h hinter Wolodymyr Holubnytschyj aus der Sowjetunion (1:34:07,2 h) und vor dem Briten Stan Vickers (1:34:56,4 h). Im 50-km-Gehen wurde er disqualifiziert. 1964 wurde er bei den Olympischen Spielen in Tokio Vierter über 20 km, und 1970 gewann er bei den British Commonwealth Games in	Edinburgh Gold über 20 Meilen.
Sechsmal wurde er australischer Meister über zwei Meilen bzw. 3000 m (1959, 1960, 1962–1964, 1968), zweimal über 20 km (1963, 1970) und einmal über 50 km (1960).